# Управление инвестициями
Инвестиционный менеджмент — процесс управления всеми аспектами инвестиционной деятельности.
Включает:
- Управление инвестиционной деятельностью в государственных масштабах, что предполагает реагирование, контроль, стимулирование и сдерживание инвестиционной деятельности законодательными и регламентирующими методами;
- Управление отдельными инвестиционными проектами, в том числе деятельность по планированию, организации, мотивации и контролю на протяжении жизненного цикла проекта путём применения системы современных методов и техники управления, которая имеет целью обеспечение наиболее эффективной реализации определённых в инвестиционном проекте результатов по составу и объёму работ, стоимости, качеству и удовлетворению участников инвестиционного проекта;
- Управление инвестиционной деятельностью отдельного хозяйствующего субъекта — предприятия, предполагающее управление инвестиционным портфелем предприятия (его формирование, мониторинг, оценка качества, реинвестирование и др.), управление оборотным капиталом (краткосрочные инвестиции) и т. п.